# Gobius lateralis
Gobius lateralis és una espècie de peix de la família dels gòbids i de l'ordre dels perciformes.

## Morfologia
Els mascles poden assolir els 9 cm de longitud total.

## Distribució geogràfica
Es troba a l'est d'Austràlia (incloent-hi Tasmània) i Nova Zelanda.